# Mocchi
Mocchi (Montevideo, 8 de junio de 1990) es un cantante y compositor musical uruguayo. Forma parte de la comunidad LGBT+, y entre los cruces que aborda en sus obras está la visibilidad trans. Lanzó los discos La velocidad del paisaje (2013), Mañana será otro disco (2016), Autores en vivo (2020) 1990 (2022) "La certeza del dolor (2023) y "El frio que nos convoca" (2024).

## Biografía
Nació en Montevideo, donde a los ocho años inició su formación musical. Asistió a clases de piano en la Escuela Virgilio Scarabelli Alberti y continuó en el Conservatorio W. Kolischer. A los trece años comenzó a tocar guitarra y bajo y se integró a diversas bandas en las que participó como guitarrista, bajista y vocalista.
En 2009 obtuvo el premio «Canto Joven – Movida Joven 2009» y una mención a la mejor composición, otorgados por la Intendencia Municipal de Montevideo. Al año siguiente recibió el mismo premio y la mención única a la composición.
Gracias al músico chileno Edgardo «Yayo» Serka, baterista de la cantante mexicana Lila Downs, realizó varias presentaciones y una gira en Estados Unidos, con músicos radicados en ese país, entre ellos Serka y el bajista mexicano Luis Guzmán, también de la banda de Downs.
En 2011, impulsado por la cantante y productora Lea Ben Sasson, comenzó a grabar La velocidad del paisaje, su primer material discográfico preproducido por Martín Musotto, hermano del percusionista argentino Ramiro Musotto. El disco cuenta también con la participación especial de «Yayo» Serka y de Luis Guzmán. Fue grabado en vivo en diferentes estudios de Montevideo y Buenos Aires e incluye once canciones de su autoría.

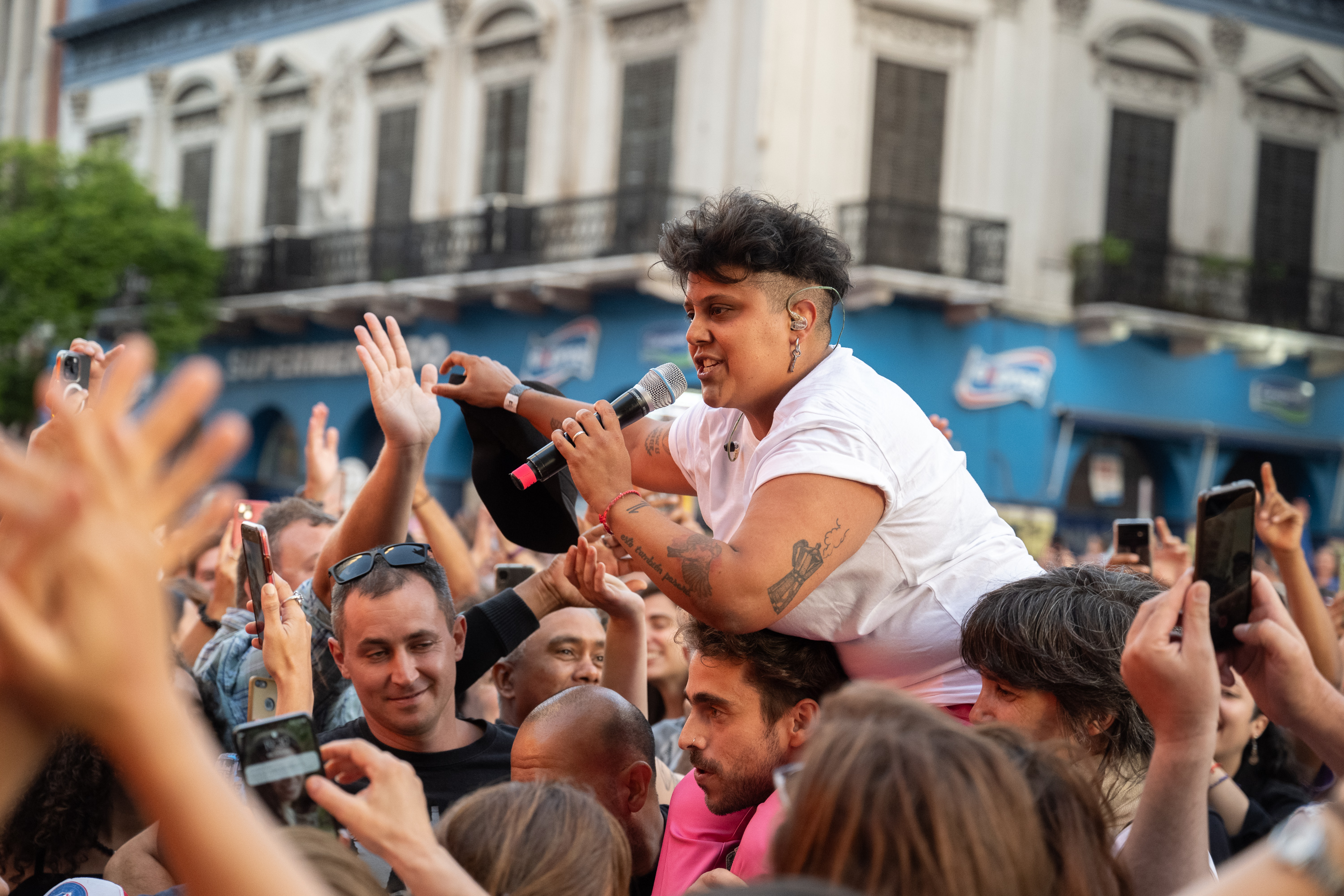
Mocchi en los festejos por los 300 años de Montevideo en 2024

Produjo el documental Botija de mi país (2013) que trata sobre la trayectoria de diez músicos uruguayos establecidos en Estados Unidos, entre ellos José Serebrier, nominado 38 veces al premio Grammy y ganador de ocho.
En abril de 2014 teloneó a Paul McCartney en el estadio Centenario de Montevideo, lo que determinó un antes y un después en la visibilidad de su carrera.
En noviembre de 2016 presentó su segundo álbum titulado Mañana será otro disco, con la participación de Fernando Cabrera, Julián Kartun, Andrés Beeuwsaert y la violinista Christine Brebes. Fue producido por Esteban Pesce.
En 2021, durante la pandemia de COVID-19, realizó una gira por Argentina y Uruguay, producida de forma independiente.
En 2022 presentó 1990, un álbum con trece canciones que reúne un cruce de géneros como el pop y el rock con el candombe y la milonga. El título alude a su fecha de nacimiento.
Trabajó como compositor para el film argentino La Uruguaya (2022). También tuvo a su cargo la música de Nociones básicas para la construcción de puentes (obra escrita y dirigida por Jimena Márquez para la Comedia Nacional).
En 2024 grabo su sexto disco que tiene la participación de artistas como Martin Buscaglia y Rubén Rada

## Discografía

### Álbumes
- 2013: La velocidad del paisaje
- 2016: Mañana será otro disco
- 2020: Autores en vivo
- 2022:1990
- 2023: La certeza del dolor
- 2024 : El frio que nos convoca